# Караагаш (Єсільський район)
Караага́ш (каз. Қараағаш) — село у складі Єсільського району Північноказахстанської області Казахстану. Входить до складу Зарічного сільського округу, раніше було центром ліквідованої Караагаської сільської ради.
Населення — 176 осіб (2021; 311 у 2009, 570 у 1999, 900 у 1989).
Національний склад станом на 1989 рік:
- казахи — 100 %.